# Nemactis primula
Nemactis primula is een zeeanemonensoort. De anemoon komt uit het geslacht Nemactis. Nemactis primula werd in 1846 voor het eerst wetenschappelijk beschreven door Drayton in Dana. 